# Mińsk Mazowiecki
Mińsk Mazowiecki é um município da Polônia, na voivodia da Mazóvia e no condado de Mińsk. Estende-se por uma área de 13,18 km², com 40 799 habitantes, segundo os censos de 2018, com uma densidade de 3096 hab/km².